# European Reference Frame
European Reference Frame (EUREF) är en arbetsgrupp under Internationella geodetiska kommissionen som ansvarar för EUREF–koordinatsystemet. EUREF grundades 1987 och har mer än 30 medlemsländer.